# Tỉnh Owari
Owari (尾張国 (Vĩ Trương Quốc) Owari no Kuni) là một tỉnh cũ của Nhật Bản nay là phần phía Tây của tỉnh Aichi. Chữ viết tắt của nó là (尾州, Vĩ Châu).

Bản đồ Nhật với tỉnh Owari được đánh dấu đỏ

Thủ phủ thời cổ của Owari ở gần Inazawa ở phía Tây tỉnh. Hai trong số các tướng quân nổi tiếng nhất trong thời kỳ Sengoku ở Nhật Bản là Oda Nobunaga và Toyotomi Hideyoshi quê ở tỉnh Owari, và Oda có một lâu đâì ở Kiyosu. Chikamatsu Shigenori, chiến binh và người đam mê trà đạo, sinh ra ở tỉnh Owari năm 1695.
Tokugawa Ieyasu thiết lập Mạc phủ Tokugawa với lâu đài ở Nagoya và bổ nhiệm một người con của mình là người đứng đầu Owari Han, han lớn nhất trong đất đai của gia đình Tokugawa trừ của chính Mạc phủ.
Năm 1871 với sự xóa bỏ các lãnh địa phong kiến và sự thành lập các tỉnh (Haihan Chiken) sau cuộc Minh Trị Duy Tân, và các tỉnh Owari và Mikawa được sáp nhập để thành lập tỉnh Aichi vào cuối năm 1872.